# Сирийское народное сопротивление
Сирийское народное сопротивление (араб. المقاومة الشعبية السورية‎, транслитерация: аль-Мукавама аш-Шабиа ас-Сурия) — сирийская повстанческая группировка, которая была образована в декабре 2024 года вскоре после падения режима Башара Асада в Сирийской Арабской Республике. В основном противостоит переходному правительству Сирии.

## История
Сирийское народное сопротивление было создано в декабре 2024 года после падения режима Асада, 30 декабря 2024 года они опубликовали заявление, в котором заявили, что поклялись убить лидеров группировки Хайят Тахрир аш-Шам, солдат Израиля, военных США и НАТО. Они считаются прямой оппозицией Хайят Тахрир аш-Шам.
Сирийское народное сопротивление с помощью «Хезболлы» активно собирает средства с помощью различных криптовалют, включая биткоин и эфириум.
Повстанцы заявили, что их угрозы атаковать Хайят Тахрир аш-Шам являются ответом на акции против христиан, шиитов и алавитов. Они также назвали действующее переходное правительство Сирии экстремистами.

## Активность
6 января 2025 года Сирийское народное сопротивление ( СНС ) устроило засаду на подразделения Хайят Тахрир аш-Шам в Латакии.
10 января 2025 года повстанцы СНС атаковали боевиков «Хайят Тахрир аш-Шам» в районе Талфита в сельской местности провинции Риф-Дамаск.
13 января 2025 года Сирийское народное сопротивление заявило, что атаковало и убило 35 боевиков «Хайят Тахрир аш-Шам» в западном Хомсе недалеко от ливано–сирийской границы.
14 января 2025 года в сотрудничестве с ливанскими боевиками из провинции Бекаа и провинции Хермель в провинции Баальбек-Хермель взорвало самодельные бомбы в полицейском участке Хамидия в провинции Тартус.
16 января 2025 года СНС объявило, что против «Хайят Тахрир аш-Шам» и других филиалов группировки будут совершаться новые нападения.
22 января 2025 года Сирийское народное сопротивление атаковало контрольно-пропускной пункт, контролируемый «Хайят Тахрир аш-Шам», что привело к гибели 22 боевиков и ранению нескольких человек, в том числе Ибрагима Абдулрахмана Хаджа, также известного под псевдонимом Абу Мутайбин, который является одним из лидеров «Хайят Тахрир аш-Шам».
23 января 2025 года Сирийское народное сопротивление через свой канал Telegram взяло на себя ответственность за убийство главы полицейского участка Аль-Шейх-Маскин в Дараа Мухаммада Халида Аль-Сафади (который также был связан с «Хайят Тахрир аш-Шам»), в которого выстрелили несколько раз в ответ на то, что они называют «жестокими расправами, совершёнными этими террористическими группировками против невинных мирных жителей в различных регионах Сирии».
25 января 2025 года члены сирийского народного сопротивления убили члена "Хайят Тахрир аш-Шам" Ахмеда аль-Вазира Абу Акара и ранили других мужчин, которые были с ним в момент его смерти, в окрестностях района Дабусие провинции Хомс.
31 января 2025 года Сирийское народное сопротивление обстреляло израильских военных в городе Тиранга в сельской местности Кунейтры на юге Сирии. Они официально взяли на себя ответственность 1 февраля 2025 года в заявлении, опубликованном на их Telegram-канале, заявив, что атаки продолжатся. Армия обороны Израиля подтвердила факт инцидента, но заявила, что никто не пострадал. Это был первый случай, когда израильские войска попали под обстрел после вторжения.
1 февраля 2025 года сирийское народное сопротивление взяло на себя ответственность за засаду на шоссе Латакия-Алеппо (М4) недалеко от Аль-Мухтарии в сельской местности Латакии , в результате которой член Департамента военных операций Мохаммед Халед Канаан был убит, двое других получили ранения, а четвертый пропал без вести.
2 февраля 2025 года сирийское народное сопротивление взяло на себя ответственность за ночную засаду на подразделения «Хайят Тахрир аш-Шам», проведенную в окрестностях Тальфиты, пригород Дамаска. В результате атаки были убиты или ранены 8 боевиков, в том числе полевой командир Мохаммед Насер Юсеф. В ту же ночь, бойцы группировки совершили нападение на полицейский участок в городе Джебла провинции Латакия.
6 февраля 2025 года бывшие военнослужащие 25-го отряда специального назначения Сирийской арабской армии во главе с Мукдадом Фатихой создали Бригаду береговой охраны в составе Сирийского народного сопротивления.